# Radio Melodie
Radio Melodie war ein überregional verbreiteter kommerzieller Spartensender mit einem Musikprogramm bestehend aus volkstümlicher Musik und Schlagern. Er sendete vom 14. Oktober 1991 bis zum 31. März 2008. 

## Programm und Geschichte
Der während der ersten Jahre im niederbayerischen Straubing beheimatete Radiosender war zuletzt im ZDF-Haus in Unterföhring nahe München angesiedelt. Zum Hauptverbreitungsgebiet von Radio Melodie gehörten neben Deutschland vor allem Österreich und die Schweiz. Die medienrechtliche Genehmigung wurde von der BLM erteilt.
Die Anteilseigner der Radio Melodie-Programmanbietergesellschaft Studiobetriebs-KG waren die Neue Welle Bayern Rundfunk-Verwaltungsgesellschaft (62,5 %), die WWZ Beteiligungsgesellschaft (10 %), der Josef Keller Verlag (10 %), der Zeitungsverlag Oberbayern (10 %) und der Verlag Tages-Anzeiger (7,5 %).
Die Finanzierung des Senders erfolgte neben der Tonträgerwerbung zunehmend über kostenpflichtige Call-in-Gewinnspiele, wie sie im Fernsehen etwa bei 9Live zu sehen waren. Zur Finanzierung trug auch das von der BLM erhobene Teilnehmerentgelt bei, das von den Inhabern von Breitbandkabelanschlüssen in Bayern erhoben wurde. Außerhalb Bayerns gibt es diese Art der Subventionierung, die der BLM inzwischen vom Bundesverfassungsgericht untersagt wurde, nicht.
In den Anfangsjahren brachte Radio Melodie fast ausschließlich traditionelle Volksmusik aus dem Alpenraum und den angrenzenden Ländern. Später wurde das Programm um volkstümliche Schlager erweitert. 
Das Musikangebot umfasste zuletzt tagsüber vor allem populäre Schlager und volkstümliche Melodien, in den Abendstunden waren einstündige Spezialsendungen mit Blasmusik, traditionellen Weisen und volkstümlichen Titeln zu hören. Am Mittwoch und Sonntag wurden mehrstündige Hörerwunschkonzerte ausgestrahlt, am Samstag porträtierte der Sender Interpreten der Schlagerszene. Mit seiner Musikauswahl setzte Radio Melodie ausnahmslos auf deutschsprachige Titel. Das Programm beinhaltete außerdem mehrere Rubriken aus den Bereichen Gesundheit, Kochen und zu diversen Boulevardthemen. Tagsüber wurde das Programm moderiert, am Abend und während der Nachtstunden war ausschließlich Musik zu hören.
Das Programm von Radio Melodie richtete sich hauptsächlich an ein älteres Zielpublikum. Genaue Hörerzahlen ließen sich wegen der besonderen Empfangssituation nur schwer ermitteln. Ende März 2008 starteten ehemalige Mitarbeiter von Radio Melodie im Internet ein Nachfolgeprogramm namens Radio Heimatmelodie, das sich musikalisch stark an seinem Vorgänger orientiert.

## Empfang
Radio Melodie war zunächst über den Fernmeldesatelliten Kopernikus und das Kabelnetz der Deutschen Telekom zu empfangen, später auch über den Satelliten Astra. Die Verbreitung erfolgte zuletzt analog und digital über den Satelliten Astra, in allen großen und den meisten kleinen Kabelnetzen sowie in bayerischen Großstädten auch über UKW (München, Nürnberg, Augsburg, Würzburg und Regensburg).

## Kritik
Radio Melodie finanzierte sich in den letzten Jahren seines Bestehens großteils über Call-in-Gewinnspiele. Diese Gewinnspiele wurden oft stundenlang gespielt und oft nicht ausreichend aufgelöst. Die Lösungen waren häufig nicht nachvollziehbar oder wurden gar nicht erst mitgeteilt. Auf die geringen Chancen eines Gewinns, sowie die sogenannten „Mitmachregeln“ für die Teilnahme bei Call-in-Sendern wurde praktisch nie hingewiesen. Auf die Gefahr der Spielsucht, gerade bei der Zielgruppe der älteren Bevölkerung, wurde in den Sendungen ebenfalls nicht hingewiesen.

## Ehemalige Frequenzen
Die ehemaligen UKW-Frequenzen von Radio Melodie wurden am 8. Mai 2008 an den Anbieter eines neu zu gründenden Jugendsenders mit dem Arbeitstitel Radioblut vergeben. Am 21. November 2008 startete das Programm unter dem Namen egoFM.
| Frequenzen | Frequenzen |
| ---------- | ---------- |
| Augsburg   | 94,8 MHz   |
| München    | 104,0 MHz  |
| Nürnberg   | 103,6 MHz  |
| Regensburg | 107,5 MHz  |
| Würzburg   | 95,8 MHz   |